# 我們的歌 (泰勒絲歌曲)
《我們的歌》（英語：Our Song）是美国創作歌手泰勒絲的一首歌曲。歌曲由泰勒絲创作，由内森·查普曼制作，于2007年9月9日由大機器唱片作为泰勒絲同名錄音室專輯的第3张单曲发行。泰勒絲在其高一時就獨自創作了這首歌曲，歌曲的內容是關於一個她沒有寫過歌的男友的。在泰勒絲意識到歌曲在班級頗為流行之後，泰勒絲決定將歌曲收錄於同名專輯中。《我們的歌》是一首以班卓琴伴奏的快節奏歌曲，其歌詞描述了一對年輕夫婦以日常生活中的事物代指一首歌曲。
《我們的歌》獲得了樂評的好評，有樂評指出歌曲是泰勒絲最棒的單曲。歌曲亦取得了商業成功，在加拿大百强单曲榜和美國《告示牌》百强单曲榜分別進入了前30名和前20名。此外，《我們的歌》亦是泰勒絲第一首登上《告示牌》热门乡村歌曲榜冠軍的歌曲，在該榜單上連續奪冠了6周。歌曲获得了美國唱片業協會3白金认证。歌曲的音樂錄影帶由特里·范乔伊导演。录像带中，泰勒絲在許多場景下表演。錄影帶獲得了2008年鄉村音樂電視大獎“年度錄影帶”和“年度女歌手錄影帶”提名。泰勒絲曾多次現場表演了歌曲，在作为其他乡村歌手的巡演开场表演时，泰勒絲经常演唱这首歌曲。此外，泰勒絲在个人的所有巡回演唱会（除1989世界巡迴演唱會外）也演唱了這首歌曲。

## 曲目列表
- 美國加大CD單曲[3]

1. "Our Song" - 3:22
2. "Our Song" (CD-ROM video) - 3:33

## 榜單成績與銷售認證
| 榜单（2007年-2008年）            | 最高 排位 |
| -------------------------------- | --------- |
| 加拿大（Canadian Hot 100）       | 30        |
| 韓國（加翁國際单曲榜）           | 104       |
| 美国（《告示牌》百大單曲榜）     | 16        |
| 美國（《告示牌》热门乡村歌曲榜） | 1         |
| 美國（《告示牌》Pop Airplay）    | 18        |

| 地區                                  | 认证     | 认证单位/销量 |
| ------------------------------------- | -------- | ------------- |
| 加拿大（加拿大音乐协会）              | 白金     | 0*            |
| 美国（美國唱片業協會）                | 4× 白金† | 3,200,000     |
| *僅含認證的實際銷量 ^僅含認證的出貨量 |          |               |

| 榜单（2008年）                   | 排位 |
| -------------------------------- | ---- |
| 美国（《告示牌》百強單曲榜）     | 41   |
| 美国（《告示牌》熱門鄉村歌曲榜） | 39   |

## 外部連結
- 歌曲音乐录像带 （页面存档备份，存于）
- 泰勒·斯威夫特官方网站歌词